# Castillo Club de Fútbol (Miranda de Arga)
El Castillo Fútbol Club es un club de fútbol de España de la localidad navarra de Miranda de Arga.
Actualmente milita en el Grupo 2º de la Primera Regional de Navarra.

## Historia
Fue fundado en el año 1948 y actualmente está presidido por Paco Alcalde Flamarique.

## Uniforme
- Uniforme titular: Camiseta amarilla, pantalón azul y medias amarillas.[5]
- Uniforme suplente: Camiseta blanca con franja granate cruzada, pantalón y medias granates

## Estadio
Juega en el campo de fútbol de Miranda de Arga denominado La Galera, que es de hierba natural.

## Categorías inferiores
El club no tiene actualmente equipos de fútbol base.

## Filialidad
El Castillo F.C. es filial un equipo filial del Club Atlético Osasuna, aunque durante algunas temporadas ha tenido convenios de filialidad con la Peña Sport Fútbol Club.